# Cardinal gran
En teoria de conjunts, un cardinal gran és un nombre cardinal amb alguna propietat especial que implica que la seva mida és «gran» en algun sentit. En general, l'existència d'un cardinal gran implica la consistència amb ZFC, per la qual cosa aquesta existència no pot provar-se.
El salt entre els cardinals infinits «petits» i els cardinals grans és similar al salt entre els nombres naturals i els cardinals infinits. El primer cardinal infinit ℵ0 no pot aconseguir-se mitjançant el principi bàsic de generació dels nombres naturals: el pas d'un nombre al següent. Els cardinals grans inclouen entre uns altres als cardinals inaccessibles, els cardinals de Mahlo i els cardinals feblement compactes.